# Pristipomoides macrophthalmus
Pristipomoides macrophthalmus är en fiskart som först beskrevs av Müller och Troschel, 1848.  Pristipomoides macrophthalmus ingår i släktet Pristipomoides och familjen Lutjanidae. Inga underarter finns listade i Catalogue of Life.